# Los Rabanes
Los Rabanes é uma banda panamenha de ska punk formada em 1992 na província de Chitré. Em 2007, a banda ganhou um Grammy Latino de "Melhor Álbum de Rock por Dupla ou Grupo".

## Integrantes
- Emilio Regueira Pérez – vocal e guitarra
- Christian Torres – vocal e baixo
- Javier Saavedra – bateria e percussão

## Discografia
Álbuns de estúdio
- 1994: ¿Por Qué Te Fuiste Benito?
- 1997: Los Rabanes All Star – Volume 2
- 2000: Los Rabanes
- 2002: Money Pa' Que
- 2004: Ecolecua
- 2007: Kamikaze
- 2010: Demons on Fire

Compilações
- 2007: 10 Años Sonando